# 穆爾 (愛達荷州)
穆爾（英語：Moore）是一個位於美國愛達荷州布尤特縣的城市。

## 地理
穆爾的座標為43°44′08″N 113°22′01″W / 43.73556°N 113.36694°W，而該地的平均海拔高度為1468米（即5472英尺）。

## 人口
根據2010年美國人口普查的數據，穆爾的面積為0.74平方千米，當中陸地面積為0.74平方千米，而水域面積為0.00平方千米。當地共有人口189人，而人口密度為每平方千米255.41人。